# 笑顔のまんま
「笑顔のまんま」（えがおのまんま）は、BEGIN35枚目のシングル。
BEGIN with アホナスターズ名義で、2009年1月7日に発売された。

## 概要
明石家さんまが総合司会を務めたフジテレビの長時間特別番組『FNS27時間テレビ!! みんな笑顔のひょうきん夢列島!!』（2008年7月26日 - 7月27日放送）の深夜コーナー「さんま・中居の今夜も眠れない」の中で、さんまがBEGINに番組のエンディングテーマを作って欲しいとの依頼をした事がきっかけでこの楽曲が誕生した。
元々は、エンディングで持ち歌を2〜3曲披露してもらおうと思っていたのだが、さんまが流れで「曲作ってくれまっか」と冗談半分でお願いしたところ、BEGINは驚きつつ即決で「はい」と答えてしまう。
さんまはとんでもない方向に行ったと思い困惑していたが、BEGIN曰く、「作れる気がした」と思い、曲作りを快諾したという（この曲を作らせてしまったと思っていたさんまは、2009年以降のBEGINが開催する夏ライブ「うたノ日」にノーギャラで出演）。
制作に要した時間は「グランドフィナーレ」までのわずか15時間であり、グランドフィナーレにて、音合わせやリハーサルもしないまま「笑顔のまんま」をワンコーラス・サイズで初披露した。タイトルは、ギターの島袋が同コーナー中に提案したものが採用されている。
同曲が披露された直後から反響を呼び、同番組で披露された時の音源が2009年8月5日から着うた、着うたフルの配信が順次開始され、CD化に至った。
前述の通り歌詞は1番のみだったが、CDでの販売に向け、2番が制作された。コーラスにはさんまとゆかりのある間寛平、村上ショージ、ジミー大西、雨上がり決死隊、ガレッジセール、タカアンドトシが「アホナスターズ」のメンバーとして参加した。
本作のリリースを記念して発売日に、関西テレビ『さんまのまんま』のマスコットキャラクターであるまんまちゃんがタワーレコード渋谷店に訪れた。その際、購入者特典としてまんまちゃんとの握手や写真撮影が行われた。
また、この作品が誕生したことで一つの番組も誕生している。タイアップとして使用していたジョージアがスポンサーの朝のFMラジオで放送されるミニ番組「GEORGIA presents ジョー&デッキーの上出来 one minute show!」で、放送時には『笑顔のまんま物語』と言う副題が付いている。
2011年12月7日放送のフジテレビ『2011 FNS歌謡祭』では、BEGIN×明石家さんま×SMAPのコラボレーションで披露された。それから9年半後の2021年7月14日放送『2021 FNS歌謡祭 夏』でも、BEGIN×明石家さんま×Snow Manのコラボレーションで披露された。

## 収録曲
1. 笑顔のまんま（BEGIN with アホナスターズ）
（作詞：明石家さんま、BEGIN／作曲・編曲：BEGIN）
2. 笑顔のまんま（アホナスターズ with BEGIN）
3. 笑顔のまんま（radio edit）
4. 笑顔のまんま（karaoke）

## 演奏
- 比嘉栄昇：ヴォーカル
- 島袋優：ギター, 一五一会, コーラス
- 上地等：ピアノ、コーラス
- 国場幸孝：ドラムス
- 野中“chubby!”聡：ベース
- 間寛平、村上ショージ：一五一会
- アホナスターズ (間寛平、村上ショージ、ジミー大西、宮迫博之・蛍原徹 (雨上がり決死隊)、ゴリ・川田 (ガレッジセール)、タカ・トシ (タカアンドトシ)、明石家さんま)：コーラス、クラップ

## タイアップ
- 日本コカ・コーラ「ジョージア」CMソング
- 「沖縄国際映画祭」テーマソング
- 関西テレビ「さんまのまんま」エンディングテーマ
- フジテレビ「FNS27時間テレビ!! みんな笑顔のひょうきん夢列島!!」エンディングテーマ

## 発売後
2009年9月発売『つるのおと』に「笑顔のまんま (Live version)」としてつるの剛士と歌ったものが収録。
2009年10月1日放送『いいはなシーサー』（テレビ朝日）でも「笑顔のまんま〜いいはなシーサーVer.〜」として演奏され、同番組のMCである相田翔子がサブボーカルを務めた。なお、この音源と映像は番組終了後に着うた・着うたフル・着ムービー化され、テレビ朝日の携帯サイトにおいて同年10月1日から10月31日までそれぞれ期間限定で配信された（ダウンロードする場合、月額制による会員登録が必要であった）。
2012年1月1日放送「さんタク」のエンディングで木村拓哉が弾き語りで歌唱した。
2019年1月19日放送「ミュージックフェア」では、BEGIN×ゴスペラーズ×Little Glee Monsterによるコラボレーションで披露された。
2020年5月31日放送TBS系『傑作!新作!さんまの夢かなえたろか特別編』では、この年、新型コロナウイルスの感染拡大の影響により、春に卒業式ができなかった学生たちに向けたプレゼント企画として、さんま、渡辺直美、上地雄輔、霜降り明星といった番組出演者参加による歌唱映像とともにコラボレーションが行われた。